# Boarmia maculata
Boarmia maculata là một loài bướm đêm trong họ Geometridae.